# Pierre-Jules Cavelier

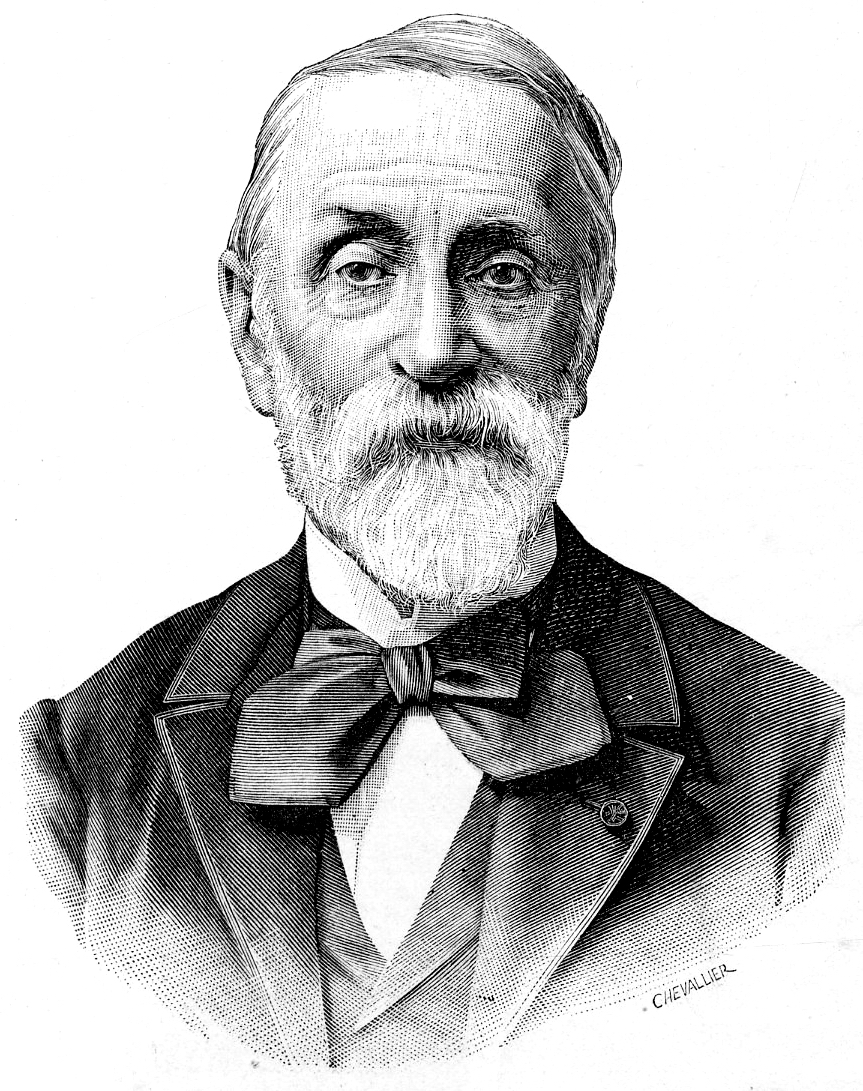
Pierre-Jules Cavalier

Pierre-Jules Cavalier (geboren 30. August 1814 in Paris; gestorben 28. Januar 1894 ebenda) war ein französischer Bildhauer.

## Leben
Cavelier war Sohn eines Silberschmieds und Tischlers und Schüler des Bildhauers David d’Angers und des Malers Paul Delaroche. 1842 gewann Cavalier den Prix de Rome mit einer Gipsstatue des Diomedes beim Betreten des Palladium. Von 1843 bis 1847 bildete er sich in Rom weiter aus und wohnte dort in der Villa Medici.
Im Jahre 1864 wurde er zum Professor an der École nationale supérieure des beaux-arts de Paris ernannt und lehrte dort viele Studenten, darunter Édouard Lantéri, Hippolyte Lefèbvre, Louis-Ernest Barrias, Eugène Guillaume, den Briten Alfred Gilbert, den Schweizer Max Leu und den Amerikaner George Gray Barnard, ebenso den Finnen Ville Vallgren.
Seit 1864 war er assoziiertes Mitglied der Académie royale des Sciences, des Lettres et des Beaux-Arts de Belgique (Classe des Beaux-Arts).

## Berühmte Werke
- Zwei Karyatiden, Skizzengruppe, Terrakotta, Paris, Musée du Louvre, 1854
- Cornélie, Mutter der Gracchengruppe, Marmor, Paris, Orsay Museum, 1861
- Engel auf dem Glockenturm, Saint-Germain l’Auxerrois, Paris

## Galerie

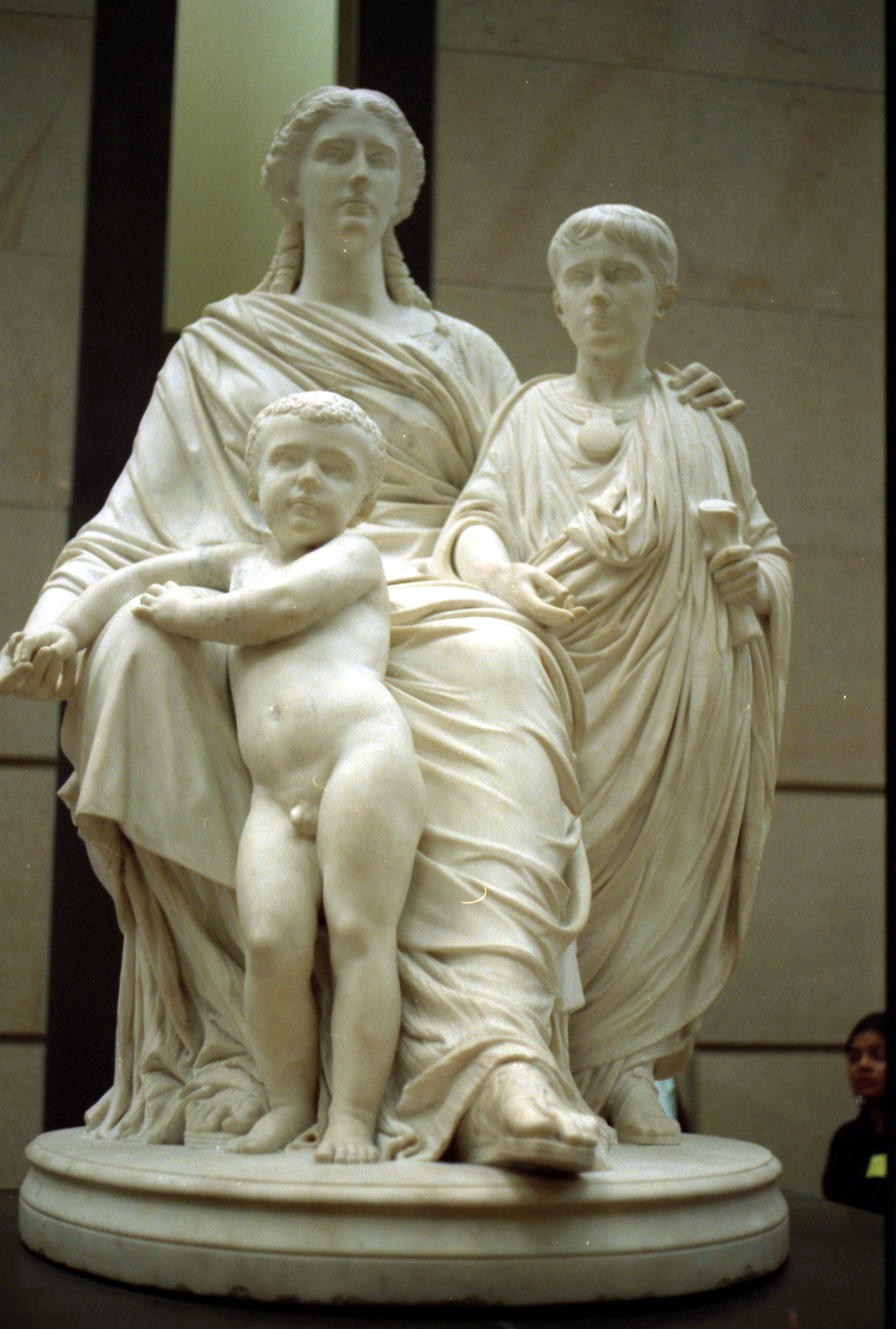
Cornelia, Mutter der Gracchen
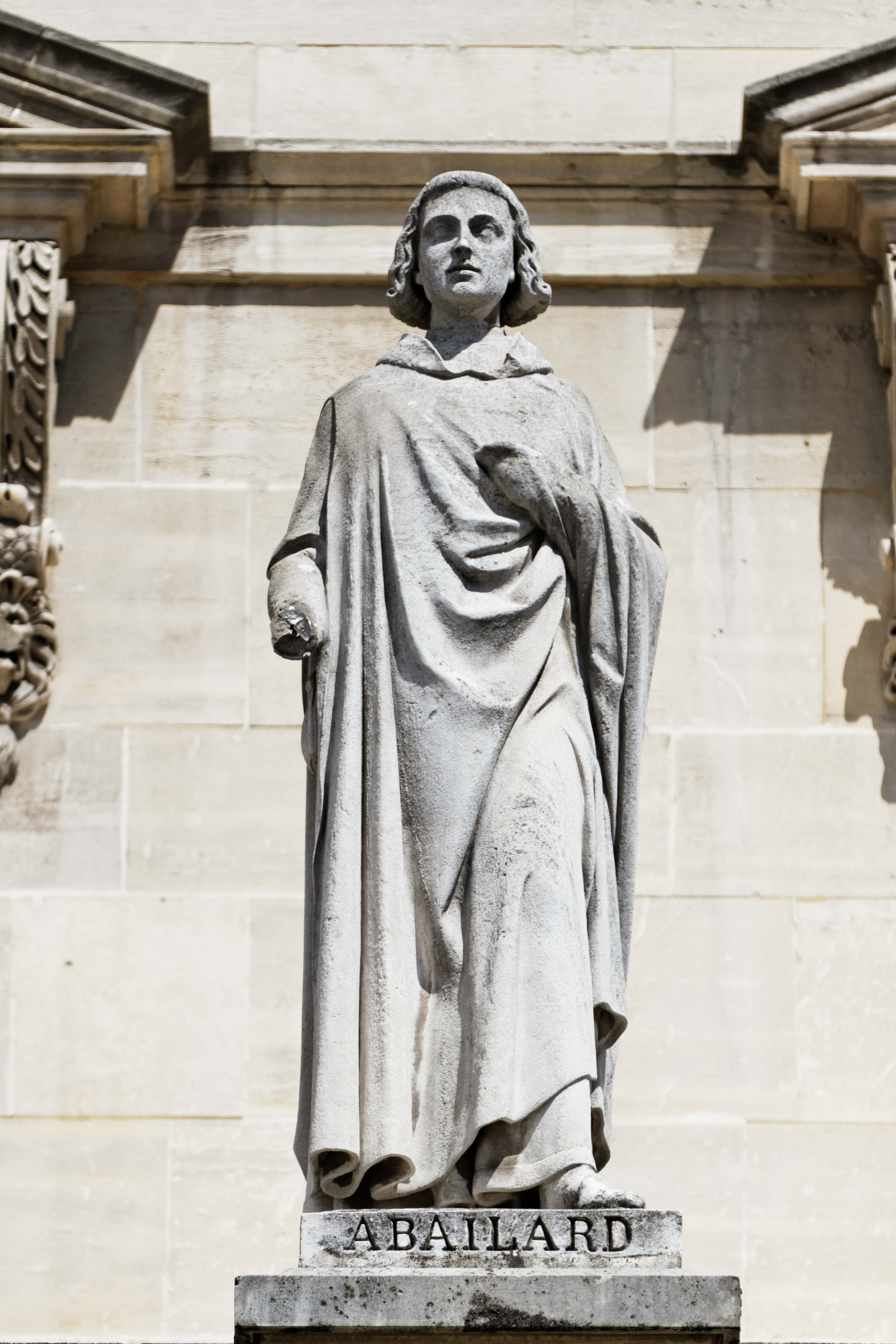
Palais du Louvre
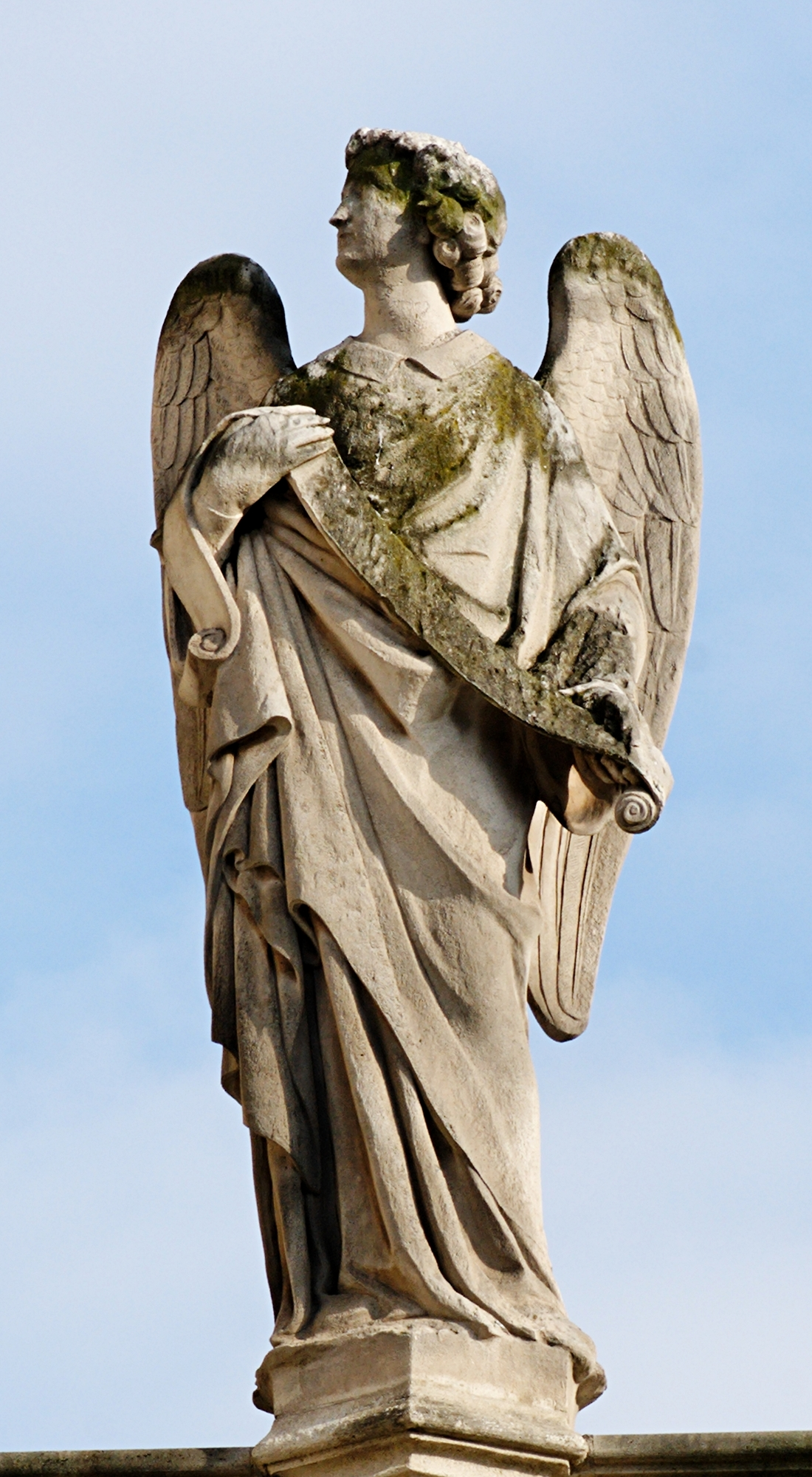
Rechter Kirchturm-Engel Saint Germain
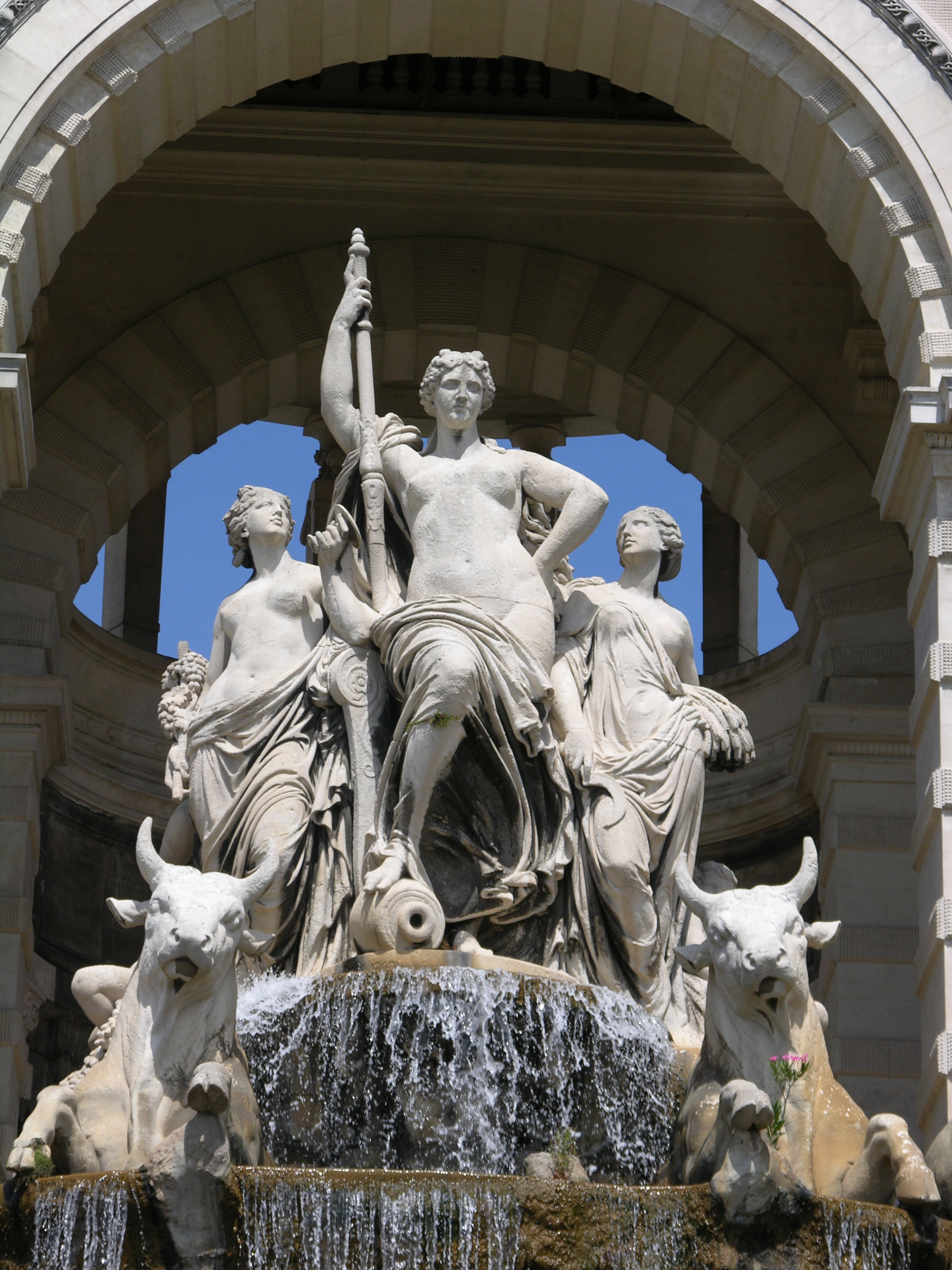
Fontaine am Palais Longchamp in Marseille